# Аспен Ор
Аспен Ор (фр. Aspin-Aure) насеље је и општина у јужној Француској у региону Миди Пирене, у департману Горњи Пиринеји која припада префектури Бањер де Бигор.
По подацима из 2011. године у општини је живело 55 становника, а густина насељености је износила 4,48 становника/km². Општина се простире на површини од 12,27 km². Налази се на средњој надморској висини од 900 метара (максималној 1.759 m, а минималној 739 m).

## Демографија
| 1962. | 1968. | 1975. | 1982. | 1990. | 1999. | 2011. |
| ----- | ----- | ----- | ----- | ----- | ----- | ----- |
| 78    | 82    | 64    | 69    | 51    | 42    | 55    |

График промене броја становника у току последњих година